# San Giorgio Albanese
San Giorgio Albanese er en by i Calabrien, Italien med 1.311 (2023) indbyggere.